# السجل (لغويات)
السجل في علم اللسانيات، هو مجموعة متنوعة من اللغة المستخدمة لغرض معين أو في بيئة اجتماعية معينة. على سبيل المثال، عند التحدث في بيئة رسمية، قد يكون المتحدث باللغة الإنجليزية أكثر احتمالًا لاستخدام ميزات القواعد النحوية المنصوص عليها في إعداد غير رسمي ، مثل نطق الكلمات المنتهية بـ الاصوات الأنفية بدلاً من الأنف السنخي (مثل "walking" وليس "walkin") ، واختيار كلمات أكثر رسمية (مثل father مقابل dad وchild مقابل kid، الخ) ، والامتناع عن استخدام الكلمات التي تعتبر غير قياسية، مثل ain't.